# Pedro Álvares da Câmara Paim de Bruges
Pedro Álvares da Câmara Paim de Bruges (Angra do Heroísmo, 1 de Agosto de 1872 — Angra do Heroísmo, 10 de Março de 1910) foi bacharel formado em Direito pela Faculdade de Direito da Universidade de Coimbra, advogado e notário na comarca de Angra do Heroísmo, publicista e político, que exerceu importantes funções políticas, entre as quais vice-presidente e presidente da Câmara Municipal de Angra do Heroísmo.

## Biografia
Formou-se em Direito no ano de 1895 pela Universidade de Coimbra. Fixou-se em Angra do Heroísmo, onde foi advogado e notário.
Membro da comissão executiva do Partido Progressista, foi redactor e proprietário do semanário O Angrense.
Exerceu as funções de vice-presidente da Câmara Municipal de Angra do Heroísmo (1899-1901) e de presidente (1905-1908).